# Macrobarasa
Macrobarasa là một chi bướm đêm thuộc họ Noctuidae.

## Các loài
- Macrobarasa xantholopha (Hampson, 1896)
- Macrobarasa xanthosticta (Hampson, 1894)